# Будзен (Фукуока)

Будзе́н (яп. 豊前市, ぶぜんし, МФА: [bud͡zeɴ ɕi̥]?) — місто в Японії, в префектурі Фукуока.     Отримало статус міста 1955 року. Площа становить 111,17 км². Станом на 1 липня 2012 року населення складало 26 762  осіб, густота населення — 241 осіб/км².     

## Історія
Місто Будзен утворилося 14 квітня 1955 року. Воно виникло в результаті перейменування міста Уноші́ма (яп. 宇島市, うのしまし, МФА: [unoɕima ɕi̥]). Останнє було засноване 10 квітня того ж року на основі декількох поселень повіту Цукуші.